# Chaetopodella biseta
Chaetopodella biseta är en tvåvingeart som först beskrevs av Oswald Duda 1925.  Chaetopodella biseta ingår i släktet Chaetopodella och familjen hoppflugor. Inga underarter finns listade i Catalogue of Life.